# Tỷ tỷ đạp gió rẽ sóng (mùa 2)
Sisters Who Make Waves 2 ( tiếng Trung :乘风破浪的姐姐2 ; bính âm : Chéngfēngpòlàng De Jiějiě Èr ) là mùa thứ hai của Sisters Who Make Waves / Tỷ Tỷ đạp gió rẽ sóng được công chiếu vào ngày 23 tháng 1 trên Mango TV . Mùa này có sự góp mặt của 33 người nổi tiếng trên 30 tuổi cạnh tranh để thành lập một nhóm nhạc nữ gồm bảy thành viên. Nhóm bảy thành viên được thành lập vào ngày 21 tháng 4 năm 2021, bao gồm Na Anh, Dương Ngọc Oánh, Dương Thừa Lâm, Cát Khắc Tuyển Dật, Vương Âu, Châu Bút Sương, Dung Tổ Nhi
Tiếp nối thành công của mùa đầu tiên vào mùa hè năm ngoái, Mango TV xanh mùa thứ hai dự kiến ra mắt vào tháng 1 năm 2021.  Phần này chủ yếu có những điểm tương đồng với phần trước, với sự đại tu và một số cải tiến được thực hiện ở phần trước.

## Nhóm sản xuất
- Người chứng kiến: Huỳnh Hiểu Minh , Tề Tư Quân
- Người quản lý: Đỗ Hoa
- Giám đốc âm nhạc: Lưu Trác
- Đạo diễn sân khấu: Trần Kỳ Nguyên
- Cố vấn: Hoắc Vấn Hy (nhóm Đạp gió lôi đài), Đỗ Hoa (Nhóm rẽ sóng khiêu chiến)

## Các thí sinh
| Thành viên         | Thành viên     | Thành viên | Thành viên                                   |
| Họ và tên          | Nơi sinh       | Ngày sinh  | Thứ tự bị loại                               |
| ------------------ | -------------- | ---------- | -------------------------------------------- |
| Na Anh             | Thẩm Dương     | 27/11/1967 | Ra mắt thành công                            |
| Châu Bút Sướng     | Trường Sa      | 26/07/1985 | Ra mắt thành công                            |
| Dương Thừa Lâm     | Đài Loan       | 04/06/1984 | Ra mắt thành công                            |
| Dung Tổ Nhi        | Hồng Kông      | 16/06/1980 | Ra mắt thành công                            |
| Vương Âu           | Nam Ninh       | 28/10/1982 | Ra mắt thành công                            |
| Dương Ngọc Oánh    | Giang Tây      | 11/05/1971 | Ra mắt thành công                            |
| Cát Khắc Tuyển Dật | Lương Sơn      | 13/05/1988 | Ra mắt thành công                            |
| Trương Bá Chi      | Hồng Kông      | 24/05/1980 | Vòng Chung kết                               |
| Hồ Tịnh            | Vân Nam        | 13/11/1977 | Vòng Chung kết                               |
| Trần Tiểu Vân      | Cát Lâm        | 29/06/1989 | Vòng Chung kết                               |
| Tưởng Lộ Hà        | Nội Mông       | 25/12/1986 | Vòng Chung kết                               |
| Trần Tử Đồng       | Nam Kinh       | 30/10/1989 | Vòng Chung kết                               |
| Lý Phi Nhi         | Thẩm Dương     | 03/10/1987 | Vòng Chung kết                               |
| Lữ Nhất            | Trùng Khánh    | 08/01/1984 | Vòng Chung kết                               |
| Viên San San       | Tương Dương    | 22/02/1987 | Vòng công diễn thứ tư                        |
| Giang Ánh Dung     | Tứ Xuyên       | 01/02/1988 | Vòng công diễn thứ tư                        |
| Trương Hinh Dư     | Tô Châu        | 28/03/1988 | Vòng công diễn thứ tư                        |
| Trần Nghiên Hy     | Hồng Kông      | 31/05/1983 | Vòng công diễn thứ ba                        |
| Đổng Khiết         | Đại Liên       | 19/04/1980 | Vòng công diễn thứ ba                        |
| Huyền Tử           | Quảng Tây      | 22/04/1986 | Vòng công diễn thứ ba                        |
| Giả Thanh          | Tây An         | 02/11/1986 | Vòng công diễn thứ ba                        |
| Tô Vận Oánh        | Tam Á          | 08/04/1991 | Vòng công diễn 3 (đột nhập không thành công) |
| Tăng Lê            | Kinh Châu      | 17/09/1978 | Vòng công diễn 3 (đột nhập không thành công) |
| A Lan              | Tứ Xuyên       | 25/07/1987 | Vòng công diễn thứ hai                       |
| Trình Lợi Sa       | Vũ Hán         | 08/11/1978 | Vòng công diễn thứ hai                       |
| Kim Xảo Xảo        | Liêu Ninh      | 21/04/1975 | Vòng công diễn thứ hai                       |
| Tả Tiểu Thanh      | Trường Sa      | 25/06/1977 | Vòng công diễn thứ hai                       |
| Tuyên Lộ           | Nam Kinh       | 15/01/1991 | Vòng công diễn thứ hai                       |
| Lý Huệ Trân        | Ôn Châu        | 05/03/1977 | Vòng công diễn thứ nhất                      |
| Thang Tinh Mi      | Giang Tây      | 24/03/1987 | Vòng công diễn thứ nhất                      |
| Lưu Diệp           | Giang Tô       | 25/04/1989 | Vòng công diễn thứ nhất                      |
| Đổng Tuyền         | Mẫu Đơn Giang  | 05/11/1979 | Vòng công diễn thứ nhất                      |
| An Hựu Kỳ          | Hắc Long Giang | 14/10/1982 | Vòng công diễn thứ nhất                      |